# Samuel Maoz
Samuel Maoz, född 1962, är en israelisk filmregissör. Hans film Lebanon vann Guldlejonet vid filmfestivalen i Venedig.

## Filmografi (i urval)
- 2009 – Lebanon
- 2017 – Foxtrot